# Égry
Égry – miejscowość i gmina we Francji, w Regionie Centralnym, w departamencie Loiret.
Według danych na rok 1990 gminę zamieszkiwało 225 osób, a gęstość zaludnienia wynosiła 30 osób/km² (wśród 1842 gmin Regionu Centralnego Égry plasuje się na 915. miejscu pod względem liczby ludności, natomiast pod względem powierzchni na miejscu 1262.).